# C-3215
La  C-3215  fue una carretera perteneciente a la Red comarcal de carreteras del Estado. Su recorrido comenzaba en la localidad de Torrente, en el enlace con la carretera  VV-3014  (hoy  CV-36 ), y finalizaba en la localidad de Mislata junto al enlace con la carretera  N-III . Unía las comarcas de la Huerta Oeste y  La Huerta de Valencia.

## Nomenclatura
La antigua carretera C-3215 pertenecía a la red de carreteras comarcales del Ministerio de Fomento. Su nombre está formado por: C, que indica que era una carretera comarcal de nivel estatal; y el 3215 es el número que recibe según el orden de nomenclaturas de las carreteras comarcales, según donde comiencen, su distancia a Madrid y si son radiales o transversal respecto a la capital.

## Trazado actual
La C-3215 tiene un trazado similar a la actual  CV-403 . Al ser transferida a la Generalidad Valenciana, se ha cambiado la nomenclatura y modificado su trazado. Se ha circunvalado las poblaciones de Alacuás y Chirivella. El tramo entre Chirivella y Mislata fue suprimido como consecuencia de la construcción del Plan Sur y la consecuente aparición de la  N-335  y del nuevo trazado de la  N-III .